# Логор Хамелбург
Oflag XIII-B је био немачки логор за ратне заробљенике у Другом светском рату, који се налазио у месту Лангвасер код Нирнберга. Током 1943. године измештен је у град Хамелбург у Баварској.
Изворно је логог Хамелбург основан 1873. године за обуку немачких војника, а за време Првог светског рата један његов део служио је за смештај ратних заробљеника.

## Историја логора
У мају 1941. године Oflag XIII-A у Лангвасеру је подељен и формиран је Oflag XIII-B, за потребе смештаја заробљених официра Југословенске војске, углавног српске националности, заробљених у Априлском рату. У априлу 1943. године је око 3.000 српских официра премештено из Лангвасера у Хамелбург. Међу њима је било официра из Главног ђенералштаба, али и заробљеника из претходног рата.
У јануару 1945. године, у логор су доведени заробљени амерички војници после Арденске битке. Потом су 10. марта 1945. године доведени и амерички заробљеници из времена битке за Нормандију, који су у усиљеном маршу дугом 640 километара спроведени из логора у Шубину. Инспекција Међународног Црвеног крста утврдила је да су услови у логору за америчке заробљенике страшно лоши. Како амерички војници нису добили пакете Црвеног крста, српски заробљеници су инсистирали да са њима поделе своје пакете.
Крајем марта 1945. године, генерал Џорџ Патон је наредио 4. оклопној дивизији да ослободи заробљенике у логору, који се тада налазио 80 километара иза непријатељских линија. Операција није била успешна, те је од 300 америчких војника у овој акцији погинуло 32, 35 се вратило, а остали су пали у заробљеништво, док је уништено 57 тенкова и целокупна ангажована механизација.
Део логора са америчким заробљеницима је евакуисан 28. марта, када је њих 500 возом транспортовано у логор у Нирнбергу.
Логор је ослобођен 6. априла 1945. године.